# Eudonia nyctombra
Eudonia nyctombra là một loài bướm đêm trong họ Crambidae.